# Erzherzog-Wilhelm-Genesungs-Marsch
Der Erzherzog-Wilhelm-Genesungs-Marsch ist ein Marsch von Johann Strauss (Sohn) (op. 149). Das Werk wurde am 28. Mai 1854 in Ungers Casino in Hernals (Wien) erstmals aufgeführt.